# Marcus Iunius Silanus (Konsul 109 v. Chr.)
Marcus Iunius Silanus entstammte der römischen Adelsfamilie der Junier und amtierte 109 v. Chr. als Konsul.

## Leben
Aufgrund der sehr mangelhaften Quellenlage zur Geschichte der römischen Republik in der zweiten Hälfte des 2. Jahrhunderts v. Chr. ist nur eine auf unsichere Vermutungen gegründete Rekonstruktion der Ämter des cursus honorum möglich, die Marcus Iunius Silanus vor seinem Konsulat ausgeübt hat. Um 145 v. Chr. könnte er als Münzmeister amtiert haben. Ferner ist er vielleicht mit jenem Volkstribunen Marcus Iunius D. f. identisch, der 124 oder 123 v. Chr. ein Repetundengesetz (lex Iunia) einbrachte, das einen Vorläufer der lex Acilia repetundarum des Volkstribunen Manius Acilius Glabrio (123/122 v. Chr.) darstellte. Etwa 113 oder 112 v. Chr. dürfte Silanus Prätor, vielleicht in Spanien, gewesen sein.
Silanus erreichte als erster Vertreter seiner Familie, der Iunii Silani, 109 v. Chr. das Konsulat, in das er gemeinsam mit Quintus Caecilius Metellus Numidicus gewählt wurde. Während Metellus den Krieg gegen den numidischen König Jugurtha weiterführen sollte, übernahm Silanus die Bekämpfung der Kimbern. Um die militärische Stärke Roms zu erhöhen, schaffte Silanus die Befreiungen vom Militärdienst ab. Wohl schon vor dem kriegerischen Zusammenstoß mit dem Konsul hatten die auf Wanderschaft befindlichen Kimbern das vom Senat abgelehnte Gesuch gestellt, Siedlungsplätze auf römischem Territorium zu erhalten. Silanus zog diesem Volk mit einem Heer entgegen, erlitt aber an einem nicht genauer bekannten Platz in Gallia Transalpina eine Niederlage. Wegen dieses Fehlschlages erhob der Volkstribun Gnaeus Domitius Ahenobarbus 104 v. Chr. gegen ihn Anklage, die jedoch erfolglos blieb: eine deutliche Mehrheit stimmte für einen Freispruch des Silanus.